# Sara Däbritz
Sara Däbritz (Amberg, 1995. február 15. –) olimpiai- és Európa-bajnok német női válogatott labdarúgó, az Olympique Lyon játékosa.

## Pályafutása

### Klubcsapat
Szülővárosának csapatában az SpVgg Ebermannsdorfban kezdte a labdarúgás alapjait megtanulni, ahol hamar felismerték tehetségét. Néhány év múlva, mindössze 13 évesen a JFG Vilstal csapatához került. 2010-ben a SpVgg Weiden 2010 akadémiáján folytatta pályafutását, majd egy év után távozott és az SC Freiburg játékosa lett. 2012. február 26-án a Bayern München ellen debütált a Bundesligában.
2015-ben a Bayern München együtteséhez kétéves szerződést írt alá és 44 meccsen 10 gólt termelt. Hasznos játékának eredményeképpen 2017. február 22-én meghosszabbították szerződését és 2019. június 30-ig kötelezte el magát a bajor fővárosba.
2019 májusában három évre a francia Paris Saint-Germain csapatához szerződött.
2022. júniusában hároméves szerződést írt alá az együtteséhez.

### Válogatott
Végigjárta a korosztályos válogatottakat, majd részt vett a U17-es Európa-bajnokságon, ahol Európa-bajnoki címet szerzett.
A felnőtt válogatott tagjaként a 2013-as női labdarúgó-Európa-bajnokságon képviseltethette magát és aranyérmesként távozhatott Svédországból.
A 20 éven aluliakkal részt vett a 2014-es U20-as világbajnokságon. A tornán 5 gólt szerzett, amivel bronz cipős lett.
A 2015-ös világbajnokságon is tagja volt a felnőtt keretnek és az Elefántcsontpart ellen 10–0-ra megnyert első csoportmérkőzésen megszerezte első világbajnoki találatát, amit Thaiföld ellen még egy góllal kiegészített. A tornán az Egyesült Államok búcsúztatta őket az elődöntőben és a 4. helyen végeztek.
A 2016-os olimpián 3 góljával segítette csapatát az olimpiai bajnok címhez. Zimbabwe ellen a 22. percben szerezte meg a mérkőzés első találatát. Az ausztrálok elleni második csoportmérkőzésen a 47. percben szerezte meg csapata első gólját. Az elődöntőben a Kanada ellen 2–0-ra megnyert mérkőzésen az 59. percben beállította a végeredményt.
A 2017-es női labdarúgó-Európa-bajnokságon is részt vett, ahol csoportgyőztesként jutottak tovább, azonban a negyeddöntőben a későbbi döntős dán válogatott ellen 2–1-re kikaptak.
A 2019-es női labdarúgó-világbajnokságra utazó keretbe is bekerült és hazája mindhárom csoportmérkőzésén gólt szerzett.

## Statisztika

### Klub
2023. május 6-ával bezárólag
| Klub                | Szezon           | Bajnokság | Bajnokság | Kupa  | Kupa  | Nemzetközi | Nemzetközi | Összesen | Összesen |
| Klub                | Szezon           | Mérk.     | Gólok     | Mérk. | Gólok | Mérk.      | Gólok      | Mérk.    | Gólok    |
| ------------------- | ---------------- | --------- | --------- | ----- | ----- | ---------- | ---------- | -------- | -------- |
| SC Freiburg         | 2011–12          | 9         | 1         | 0     | 0     | 0          | 0          | 9        | 1        |
| SC Freiburg         | 2012–13          | 17        | 0         | 3     | 0     | 0          | 0          | 20       | 0        |
| SC Freiburg         | 2013–14          | 21        | 5         | 4     | 3     | 0          | 0          | 25       | 8        |
| SC Freiburg         | 2014–15          | 22        | 1         | 3     | 0     | 0          | 0          | 24       | 1        |
| SC Freiburg         | Összesen         | 69        | 7         | 10    | 3     | 0          | 0          | 79       | 10       |
| Bayern München      | 2015–16          | 22        | 9         | 3     | 1     | 2          | 0          | 27       | 10       |
| Bayern München      | 2016–17          | 22        | 1         | 2     | 2     | 5          | 1          | 29       | 4        |
| Bayern München      | 2017–18          | 16        | 8         | 4     | 0     | 0          | 0          | 20       | 8        |
| Bayern München      | 2018–19          | 20        | 13        | 4     | 0     | 7          | 1          | 31       | 14       |
| Bayern München      | Összesen         | 80        | 31        | 13    | 3     | 14         | 2          | 107      | 36       |
| Paris Saint-Germain | 2019–20          | 9         | 4         | 1     | 0     | 4          | 0          | 14       | 4        |
| Paris Saint-Germain | 2020–21          | 18        | 3         | 1     | 0     | 7          | 0          | 10       | 0        |
| Paris Saint-Germain | 2021–22          | 18        | 8         | 3     | 2     | 8          | 1          | 10       | 0        |
| Paris Saint-Germain | Összesen         | 45        | 15        | 5     | 2     | 19         | 1          | 69       | 18       |
| Olympique Lyon      | 2022–23          | 10        | 4         | 3     | 1     | 4          | 2          | 5        | 2        |
| Karrier összesen    | Karrier összesen | 204       | 57        | 31    | 9     | 37         | 5          | 272      | 65       |

### Válogatott góljai

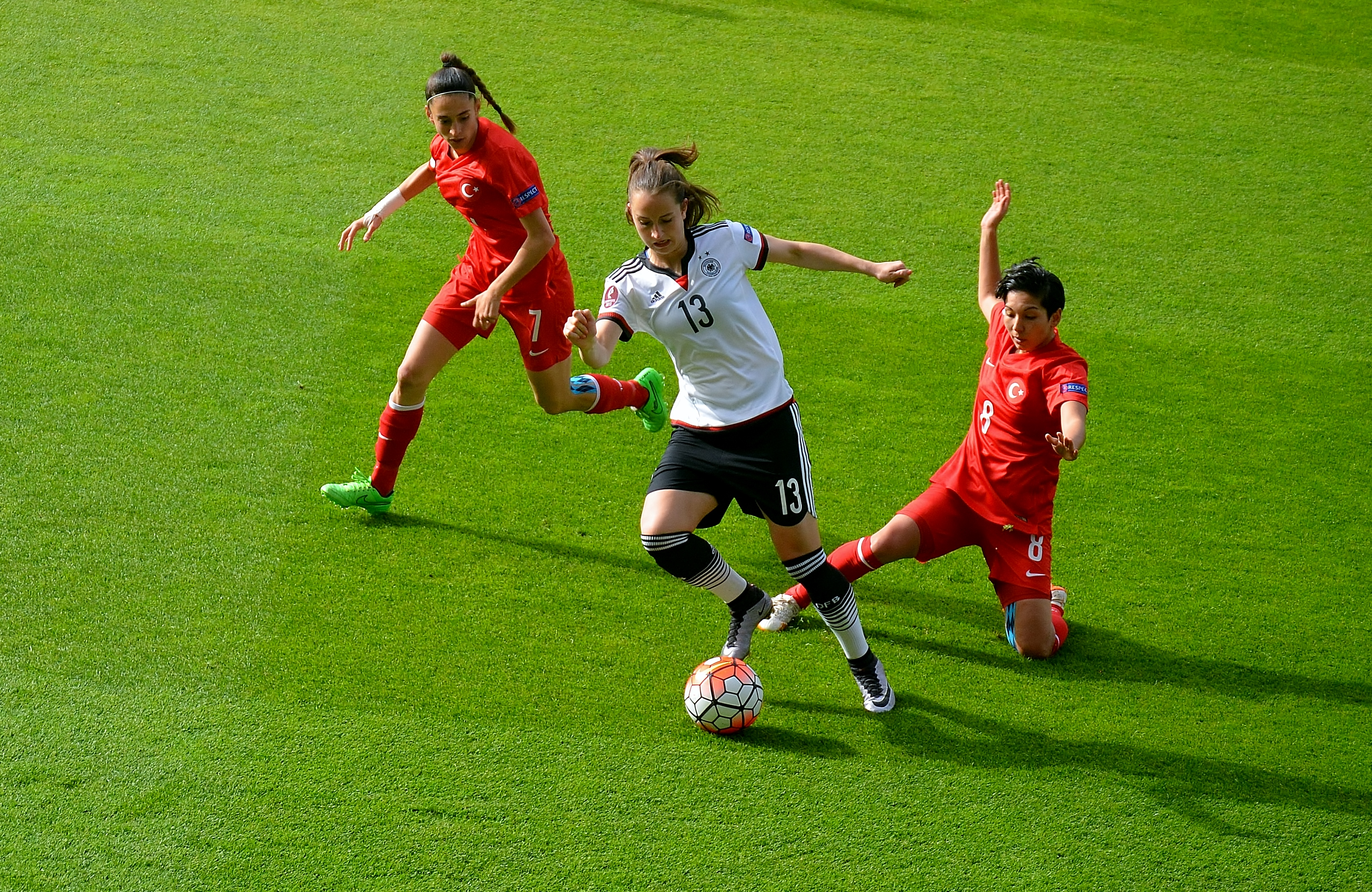
Akcióban a Törökország elleni Eb-selejtezőn 2016-ban.

2023. április 7-ével bezárólag
| #   | Időpont             | Helyszín                    | Ellenfél                | Gólok | Eredmény | Kiírás                                           |
| --- | ------------------- | --------------------------- | ----------------------- | ----- | -------- | ------------------------------------------------ |
| 1.  | 2015. június 7.     | Ottawa, Kanada              | Elefántcsontpart        | 8–0   | 10–0     | 2015-ös női labdarúgó-világbajnokság             |
| 2.  | 2015. június 15.    | Winnipeg, Kanada            | Thaiföld                | 4–0   | 4–0      | 2015-ös női labdarúgó-világbajnokság             |
| 3.  | 2015. október 25.   | Sandhausen, Németország     | Törökország             | 4–0   | 7–0      | 2017-es női labdarúgó-Európa-bajnokság selejtező |
| 4.  | 2015. október 25.   | Sandhausen, Németország     | Törökország             | 7–0   | 7–0      | 2017-es női labdarúgó-Európa-bajnokság selejtező |
| 5.  | 2016. július 22.    | Paderborn, Németország      | Ghána                   | 6–0   | 11–0     | Barátságos mérkőzés                              |
| 6.  | 2016. augusztus 3.  | São Paulo, Brazília         | Zimbabwe                | 1–0   | 6–1      | 2016. évi nyári olimpia                          |
| 7.  | 2016. augusztus 6.  | São Paulo, Brazília         | Ausztrália              | 1–2   | 2–2      | 2016. évi nyári olimpia                          |
| 8.  | 2016. augusztus 16. | Belo Horizonte, Brazília    | Kanada                  | 2–0   | 2–0      | 2016. évi nyári olimpia                          |
| 9.  | 2018. június 10.    | Hamilton, Kanada            | Kanada                  | 2–2   | 3–2      | Barátságos mérkőzés                              |
| 10. | 2018. november 10.  | Osnabrück, Németország      | Olaszország             | 2–0   | 5–2      | Barátságos mérkőzés                              |
| 11. | 2019. június 12.    | Valenciennes, Franciaország | Spanyolország           | 1–0   | 1–0      | 2019-es női labdarúgó-világbajnokság             |
| 12. | 2019. június 17.    | Montpellier, Franciaország  | Dél-afrikai Köztársaság | 2–0   | 4–0      | 2019-es női labdarúgó-világbajnokság             |
| 13. | 2019. június 22.    | Grenoble, Franciaország     | Nigéria                 | 2–0   | 3–0      | 2019-es női labdarúgó-világbajnokság             |
| 14. | 2019. szeptember 3. | Aréna Lviv, Ukrajna         | Ukrajna                 | 1–0   | 8–0      | 2021-es női labdarúgó-Európa-bajnokság selejtező |
| 15. | 2019. szeptember 3. | Aréna Lviv, Ukrajna         | Ukrajna                 | 5–0   | 8–0      | 2021-es női labdarúgó-Európa-bajnokság selejtező |
| 16. | 2019. szeptember 3. | Aréna Lviv, Ukrajna         | Ukrajna                 | 7–0   | 8–0      | 2021-es női labdarúgó-Európa-bajnokság selejtező |
| 17. | 2021. október 26.   | Essen, Németország          | Izrael                  | 2–0   | 7–0      | 2023-as vb-selejtező                             |

## Sikerei, díjai

### Klubcsapatokban
Német bajnok (1):
- Bayern München (1): 2015–16

 Francia bajnok (2):
- Paris Saint-Germain (1): 2020–21

Nemzetközi Bajnokok Kupája győztes (1):
- Olympique Lyon (1): 2022[15]

### Válogatottban
Németország U17
- U17-es Európa-bajnok: 2012

 Németország U20
- U20-as világbajnok: 2014

 Németország
- Olimpiai bajnok: 2016
- Európa-bajnok: 2013
- Európa-bajnoki ezüstérmes: 2022
- Algarve-kupa győztes: 2014